# Hans Petter Buraas

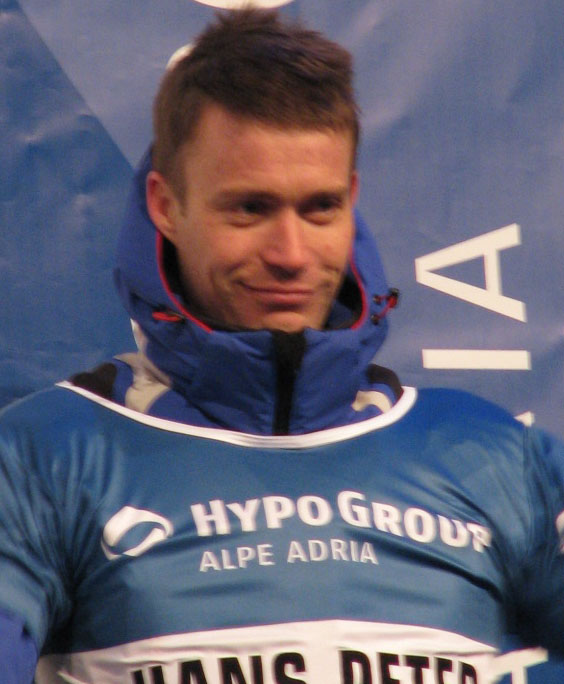
Hans Petter Buraas

Hans Petter Buraas (Bærum, 20 maart 1975) is een voormalige Noorse alpineskiër. Hij was een echte slalomist die actief was eind jaren negentig en het begin van het nieuwe millennium. Hij won goud in de slalom bij de Olympische Winterspelen van 1998 in Nagano. In de Skiwereldcup kon hij een overwinning bereiken in de slalom, op 11 december 2000 in Sestriere.

## Palmares

### Olympische Winterspelen
Nagano (1998):  op de slalom

### Wereldbeker
| Datum            | Locatie   | Race   |
| ---------------- | --------- | ------ |
| 11 december 2000 | Sestriere | Slalom |